# Die Supersieger
Die Supersieger sind ein 2009 gegründetes deutsches Indie-Pop-Duo aus München.

## Geschichte
Die Band wurde Ende 2009 gegründet. Ihr Debütalbum erschien zwei Jahre nach ihrer Gründung. Das zweite Album, ein Konzeptalbum, erschien 2013.

## Stil
Udo Gröbbels verglich den Musikstil des zweiten Albums mit „Angelika Express gemischt mit Elektro-Elementen und sehr offensichtlichen NDW-Anleihen“ und bewertete die Wiederbelebung dieses Stils abschließend als „gescheitert“. Björn Backes von Powermetal.de hingegen attestierte der Band, dass sie mit dem Album bewiesen habe, rein kompositorisch und vor allem lyrisch das Zeug dazu hätten, mit den Ärzten mithalten zu können, und resümierte, dass die Veröffentlichung „… ein absolut phänomenales, ungeheuer unterhaltsames Album geworden ist“. Auch Hans Scharff vom Musikmagazin Legacy beschrieb den Stil, der sich nach seiner Bewertung durch das Album zieht, mit Disco-Pop der 1990er Jahre und Eurodance à la Gigi D’Agostino, der nach dem Erklingen der ersten Strophe des Titels 1000 Kilometer in Richtung typischem NDW-Sound mündet, sich dann in die Indie-Punk-Richtung der Ärzte wandelt und letztendlich als Hybrid aller Stile ausläuft.

## Diskografie

### Alben
- 2011: Wissen ist Macht (nie mehr ohne) (b.u.m.-Records)[6]
- 2013: Der Tag, an dem der Haushaltsroboter mein 200qm-Loft in Brand gesetzt hat (In Bloom Records)[6]

### Singles
- 2011: Junge Studenten (Cargo Records)
- 2011: Existenz (Cargo Records)
- 2013: Indie Rock Band (In Bloom Records)